# Gălăteni
Gălăteni è un comune della Romania di 2 976 abitanti, ubicato nel distretto di Teleorman, nella regione storica della Muntenia. 
Il comune è formato dall'unione di 3 villaggi: Bâscoveni, Gălăteni, Grădișteanca.